# 福州地铁2号线
福州地铁2号线，又称福州市轨道交通2号线，标识色为“榕城绿”，是中华人民共和国福建省福州市的一条城市轨道交通线路，该线路于2019年4月26日开通试运营。

## 简介
2009年6月，福州地铁2号线与地铁1号线的建设同时获得了国家发展与改革委员会的批准。2014年11月，福州地铁2号线正式开工。地铁2号线是福州城市轨道交通东西向主轴骨干线，全长30.629公里，共设22座车站与一场一段。线路贯穿了福州市东西向城市发展副轴，横跨闽侯县、高新区、鼓台核心区与晋安区，串联起福州大学城、金山工业区、金山居住区等重点区域。
福州地铁2号线东延线工程自2号线一期工程鼓山站站后区间向马尾延伸，终点至马尾港附近，线路全长约16.8km，均为地下敷设，共设车站11座，全线新增马尾停车场一座、新建洋里主变一座。东延线采分期建设，一期建设范围线路概况如下：福州地铁2号线东延线一期工程起点为洋里站（不含）站后区间，终点为青洲站，线路全长约13.1km，均为地下敷设，新建车站8座、魁岐主变1座。

福州地鐵2號線路線圖

## 车站
| 2号线                                                                                        |          |              |                             |               |               |              |
| 车站名称                                                                                     | 英文名称 | 与前站距(米) | 换乘线路                    | 所在地        | 启用时间      | 车站类型     |
| 苏洋                                                                                         |          | 不適用       | 不適用                      | 闽侯县        | 2019年4月26日 | 地下岛式站台 |
| 沙堤                                                                                         |          | 2720.81      | 不適用                      | 闽侯县        | 2019年4月26日 | 地下岛式站台 |
| 上街                                                                                         |          | 1745.64      | 不適用                      | 闽侯县        | 2019年4月26日 | 地下岛式站台 |
| 金屿                                                                                         |          | 1608.09      | 不適用                      | 闽侯县        | 2019年4月26日 | 地下岛式站台 |
| 福州大学                                                                                     |          | 1008.56      | 不適用                      | 闽侯县        | 2019年4月26日 | 地下岛式站台 |
| 董屿·福建师大                                                                                |          | 1984.63      | 不適用                      | 闽侯县        | 2019年4月26日 | 地下岛式站台 |
| 厚庭                                                                                         |          | 861.15       | 不適用                      | 闽侯县        | 2019年4月26日 | 地下岛式站台 |
| 桔园洲                                                                                       |          | 2831.52      | 不適用                      | 仓山区        | 2019年4月26日 | 地下岛式站台 |
| 洪湾                                                                                         |          | 744.58       | 不適用                      | 仓山区        | 2019年4月26日 | 地下岛式站台 |
| 金山                                                                                         |          | 1242.14      | █ 5号线                     | 仓山区        | 2019年4月26日 | 地下岛式站台 |
| 金祥                                                                                         |          | 955.07       | 不適用                      | 仓山区        | 2019年4月26日 | 地下岛式站台 |
| 祥坂                                                                                         |          | 2076.03      | 不適用                      | 台江区        | 2019年4月26日 | 地下岛式站台 |
| 宁化                                                                                         |          | 779.80       | 不適用                      | 台江区        | 2019年4月26日 | 地下岛式站台 |
| 西洋                                                                                         |          | 1433.30      | 不適用                      | 台江区/鼓楼区 | 2019年4月26日 | 地下岛式站台 |
| 南门兜                                                                                       |          | 884.73       | █ 1号线                     | 鼓楼区        | 2019年4月26日 | 地下岛式站台 |
| 水部虚拟                                                                                     |          | 1200         | 闽都站： █ 滨海快线（在建） | 鼓楼区        | 2019年4月26日 | 地下岛式站台 |
| 紫阳                                                                                         |          | 1294.42      | 不適用                      | 晋安区        | 2019年4月26日 | 地下岛式站台 |
| 五里亭                                                                                       |          | 1412.77      | 不適用                      | 晋安区        | 2019年4月26日 | 地下岛式站台 |
| 前屿                                                                                         |          | 1007.10      | █ 4号线                     | 晋安区        | 2019年4月26日 | 地下岛式站台 |
| 上洋                                                                                         |          | 1403.9       | 不適用                      | 晋安区        | 2019年4月26日 | 地下岛式站台 |
| 鼓山                                                                                         |          | 2125         | 不適用                      | 晋安区        | 2019年4月26日 | 地下岛式站台 |
| 洋里                                                                                         |          | 969.27       | 不適用                      | 晋安区        | 2019年4月26日 | 地下侧式站台 |
| 2号线东延线一期                                                                              |          |              |                             |               |               |              |
| 魁岐                                                                                         |          | 3584.89      | 不適用                      | 马尾区        | 预计2026年    | 地下岛式站台 |
| 葆桢路                                                                                       |          | 1240.32      | 不適用                      | 马尾区        | 预计2026年    | 地下岛式站台 |
| 儒江                                                                                         |          | 1498.23      | 不適用                      | 马尾区        | 预计2026年    | 地下岛式站台 |
| 下德                                                                                         |          | 1634.74      | 不適用                      | 马尾区        | 预计2026年    | 地下岛式站台 |
| 马江渡                                                                                       |          | 1738.32      | 不適用                      | 马尾区        | 预计2026年    | 地下岛式站台 |
| 船政文化城                                                                                   |          | 1633         | 不適用                      | 马尾区        | 预计2026年    | 地下岛式站台 |
| 罗星塔                                                                                       |          | 1096.4       | 不適用                      | 马尾区        | 预计2026年    | 地下岛式站台 |
| 青洲                                                                                         |          | 639.2        | 不適用                      | 马尾区        | 预计2026年    | 地下岛式站台 |
| 2号线东延线二期                                                                              |          |              |                             |               |               |              |
| 保税区                                                                                       |          | 1362.2       | 不適用                      | 马尾区        | 远期规划      |              |
| 马尾港                                                                                       |          |              | 不適用                      | 马尾区        | 远期规划      |              |
| 註釋                                                                                         |          |              |                             |               |               |              |
| - 所有以斜体标识的线路和车站均未开通。 - 虚拟 现时未有条件建设换乘通道，预计将实施虚拟换乘。 |          |              |                             |               |               |              |
| 论 编                                                                                        |          |              |                             |               |               |              |

## 运营

### 运营时间
2号线的运营时间为每天的06:30-23:53。

#### 首末班车时刻表
自2021年9月1日起，2号线实施如下首末班车时刻表：
| 往苏洋方向 | 往苏洋方向 | 车站          | 往洋里方向 | 往洋里方向 |
| 首班车     | 末班车     | 车站          | 首班车     | 末班车     |
| ---------- | ---------- | ------------- | ---------- | ---------- |
| —          | —          | 苏洋          | 06:30      | 23:00      |
| 07:12      | 23:50      | 沙堤          | 06:33      | 23:03      |
| 07:10      | 23:48      | 上街          | 06:35      | 23:05      |
| 07:07      | 23:45      | 金屿          | 06:30      | 23:08      |
| 07:05      | 23:43      | 福州大学      | 06:33      | 23:10      |
| 07:02      | 23:40      | 董屿·福建师大 | 06:36      | 23:13      |
| 07:00      | 23:38      | 厚庭          | 06:38      | 23:15      |
| 06:56      | 23:34      | 桔园洲        | 06:42      | 23:19      |
| 06:54      | 23:32      | 洪湾          | 06:44      | 23:21      |
| 06:52      | 23:30      | 金山          | 06:46      | 23:24      |
| 06:50      | 23:28      | 金祥          | 06:48      | 23:25      |
| 06:47      | 23:25      | 祥坂          | 06:51      | 23:29      |
| 06:44      | 23:23      | 宁化          | 06:53      | 23:31      |
| 06:41      | 23:20      | 西洋          | 06:56      | 23:34      |
| 06:39      | 23:17      | 南门兜        | 06:58      | 23:36      |
| 06:37      | 23:15      | 水部          | 07:01      | 23:38      |
| 06:34      | 23:12      | 紫阳          | 07:03      | 23:41      |
| 06:32      | 23:10      | 五里亭        | 07:06      | 23:43      |
| 06:30      | 23:08      | 前屿          | 07:08      | 23:46      |
| 06:35      | 23:05      | 上洋          | 07:10      | 23:48      |
| 06:32      | 23:02      | 鼓山          | 07:14      | 23:51      |
| 06:30      | 23:00      | 洋里          | —          | —          |

### 行车安排
2号线现时全天采用苏洋至洋里单一交路。
自2023年8月23日起，2号线工作日高峰期内07:30–08:30、17:45–18:45时段的行车间隔为4分30秒；工作日高峰期内的其他时段（07:00–07:30、08:30–09:00、17:00–17:45、18:45–19:00）的行车间隔为5分钟；工作日平峰期（06:30–07:00、09:00–17:00、19:00–22:00）及休息日平峰期（06:30–22:00）的行车间隔为6分50秒；工作日及休息日低峰期（22:00–23:00）的行车间隔为10分钟。

### 运营事件
因应2022年10月-11月福州市疫情防控需要，2022年10月29日，2号线全天行车间隔调整为10分钟，部分车站首班车时刻有微调。10月30日，2号线全天行车间隔调整为15分钟、运营服务时间调整为06:30-22:00。11月2日，2号线苏洋、沙堤、上街、金屿、福州大学、董屿·福建师大、厚庭、桔园洲、洪湾、金山、金祥等11个车站暂停运营服务。11月24日，2号线全线车站恢复正常运营。
因受疫情影响，2022年12月26日，2号线高峰期行车间隔调整为6分50秒（07:00-09:00、17:00-19:00）、平峰期行车间隔调整为10分钟。12月28日，2号线行车间隔调整为10分钟，其中高峰期（07:00-09:00、17:00-19:00）将根据客流情况适当加开列车，行车间隔约为6至10分钟。2023年1月4日，2号线高峰期（07:00-09:00、17:00-19:00）行车间隔为6分50秒，平峰期行车间隔为10分钟。1月7日，2号线全线恢复正常行车间隔。

## 历史

### 规划史
- 2004年，福州市提出在2010至2015年期间建设一条由大学城至下院，并在远期进一步延伸至马尾的轨道交通线路，此线位即为2号线的初步构想[19]
- 2009年6月3日，国家发改委批复了《福州市城市快速轨道交通近期建设规划 (2008-2016年)》，其中福州地铁2号线被列入近期建设项目[3]
- 2012年11月26日，国家发改委批复了《福州市轨道交通2号线可行性研究报告》[20]
- 2014年3月20日，省发改委批复了《福州市轨道交通2号线工程初步设计》[21]

### 建设史
- 福州地铁2号线由福州市城市地铁有限责任公司（福州地鐵主營運者）、中国电子科技集团公司第十四研究所、中鐵電氣化局、南京地鐵等公司以BOT模式合營，並由中國交建承建土木工程。

- 2014年11月28日，福州地铁在金祥站举行开工仪式，2号线正式开工[4]
- 2016年5月5日，金祥站主体结构封顶，成为地铁2号线首个封顶站点[22]
- 2015年6月18日，2号线首台泥水平衡盾构机始发[23]
- 2016年6月30日，2号线已有18个车站进入主体施工[24]
- 2016年7月19日，官方正式确认2号线一期工程将东延一站至洋里站（即下岐楼站）[25]
- 2016年6月18日，2号线穿越乌龙江的厚庭-桔园洲左线区间盾构始发，系全线首个开工的区间[26]
- 2016年7月29日，2號線BOT經營權由包括南京地鐵在內的聯營公司投得，為期27年（當中25年為營運期；後來延至2019年完工，故此現為28年）[27]。
- 2016年8月28日，2号线穿越闽江的金祥-祥坂左线区间盾构始发[28]
- 2017年5月27日，桔园洲-厚庭站区间左线贯通，系2号线首个贯通的区间[29]
- 2017年6月26日，上街-金屿区间双线贯通，系2号线首个双线贯通的区间[30]
- 2018年3月15日，2号线首列电客车运抵鼓山车辆段[1]
- 2018年7月25日，洋里站主体结构封顶，一期工程22座车站主体结构实现全部封顶[31]
- 2018年9月10日，2号线最后一个区间祥坂-宁化左线贯通，至此2号线一期隧道工程全线贯通[32][33]
- 2019年1月20日，2号线开始空载试运行[34]
- 2019年3月9日，福州地铁南门兜站1、2号线换乘大厅封顶。[35]
- 2019年3月11日，2号线开始按照运行图计划全线模拟运行，3月18日开始全线满图跑。[36]
- 2019年4月21日至23日，2号线对公众开放免费试乘[37]，约12.6万人参与[38]。
- 2019年4月24日，福州市政府新闻办召开新闻发布会，宣布地铁2号线于2019年4月26日上午9:30开通试运营。[2]
- 2019年4月26日，2号线苏洋至洋里段开通。[39][40]
- 2023年7月19日，2号线船政文化城站主体结构封顶[41]。

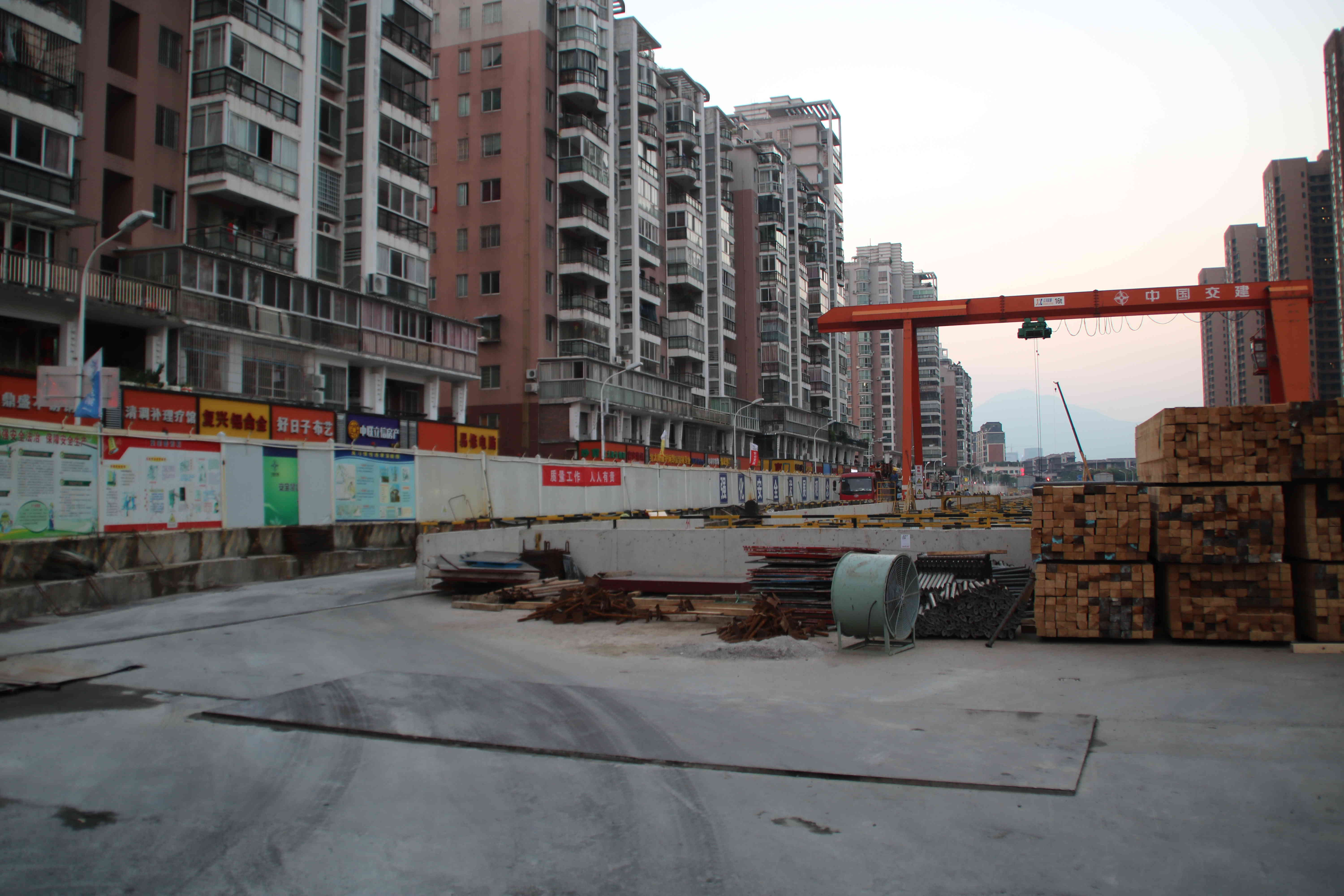
桔园洲站
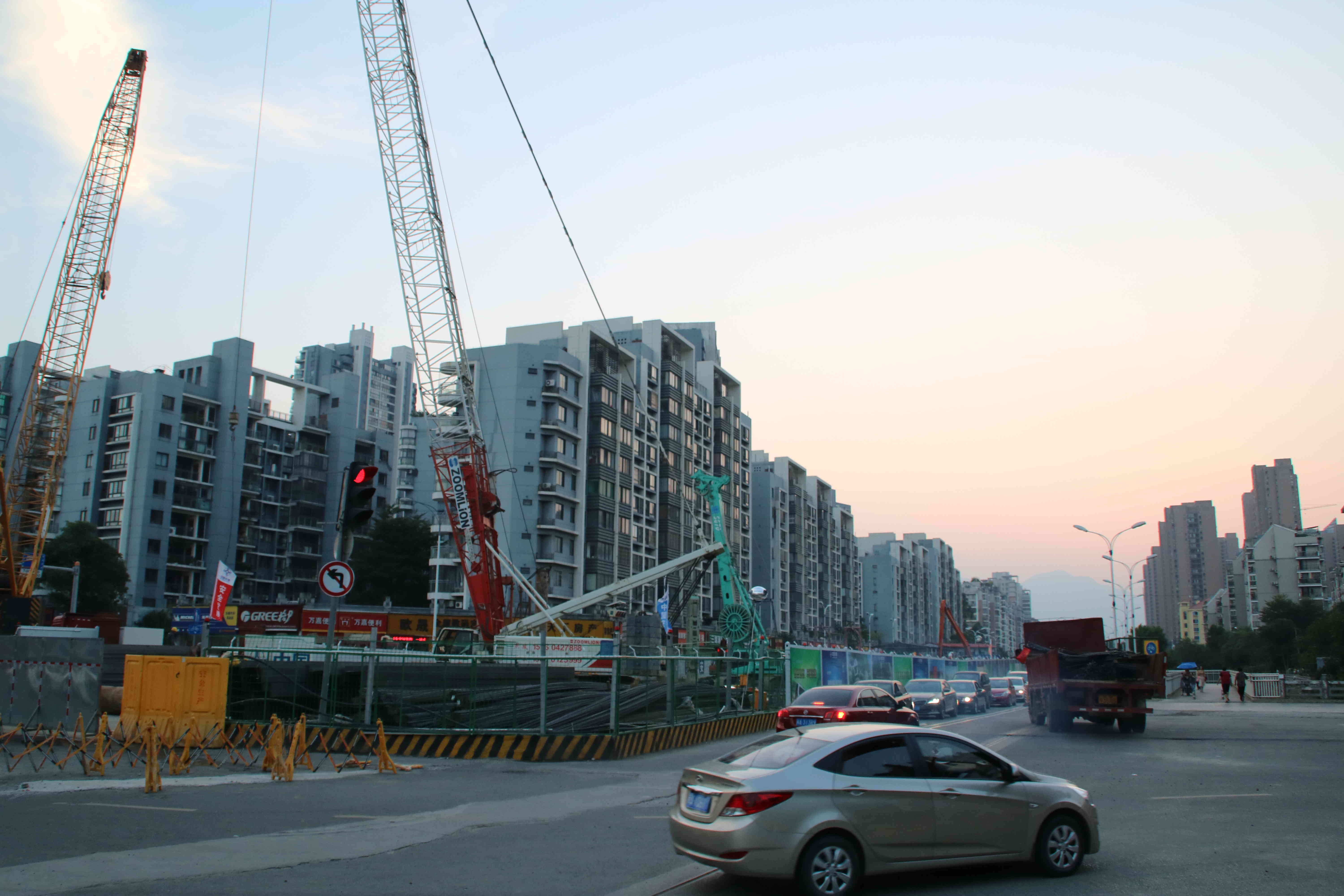
洪湾站
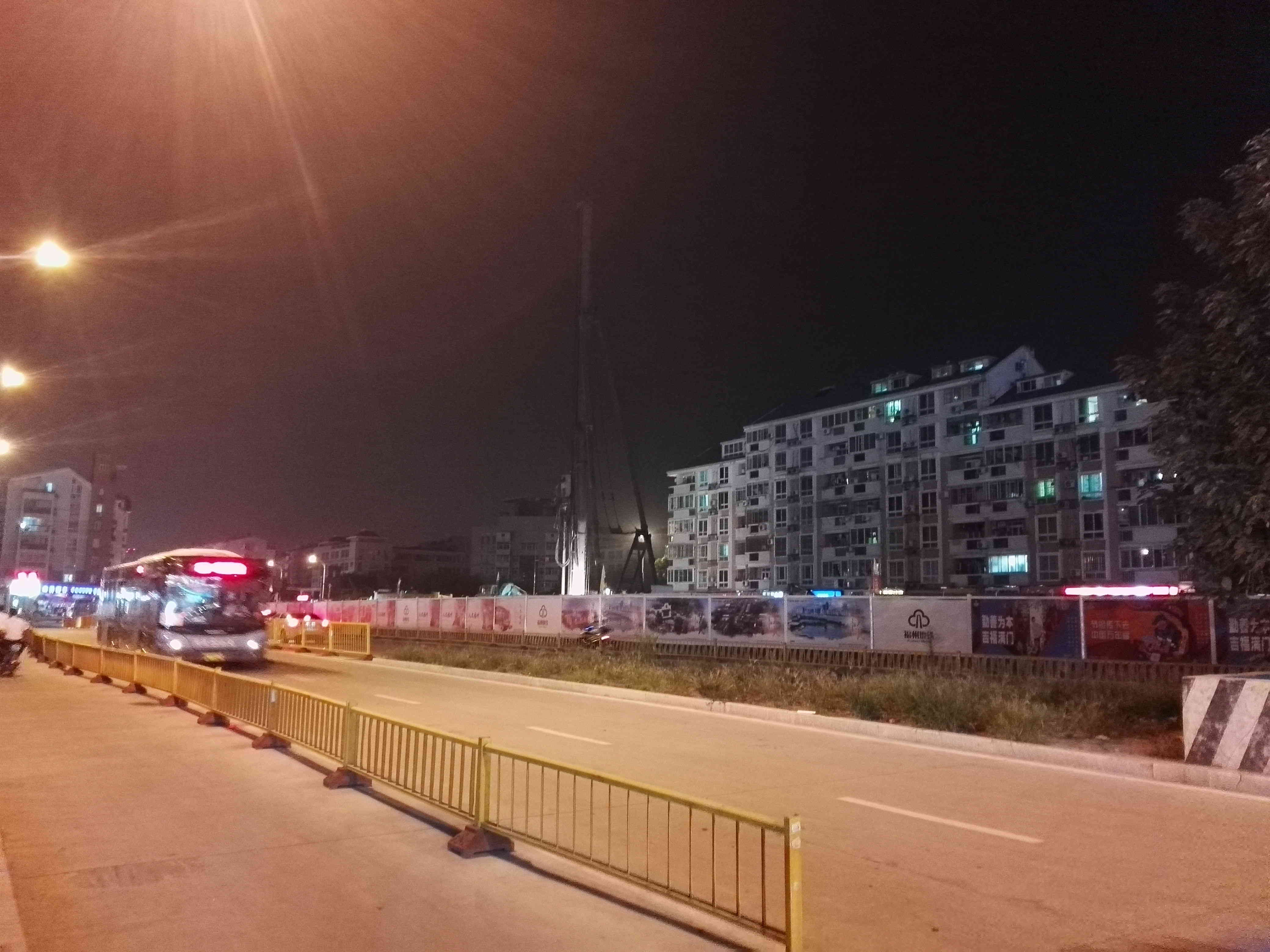
金山站
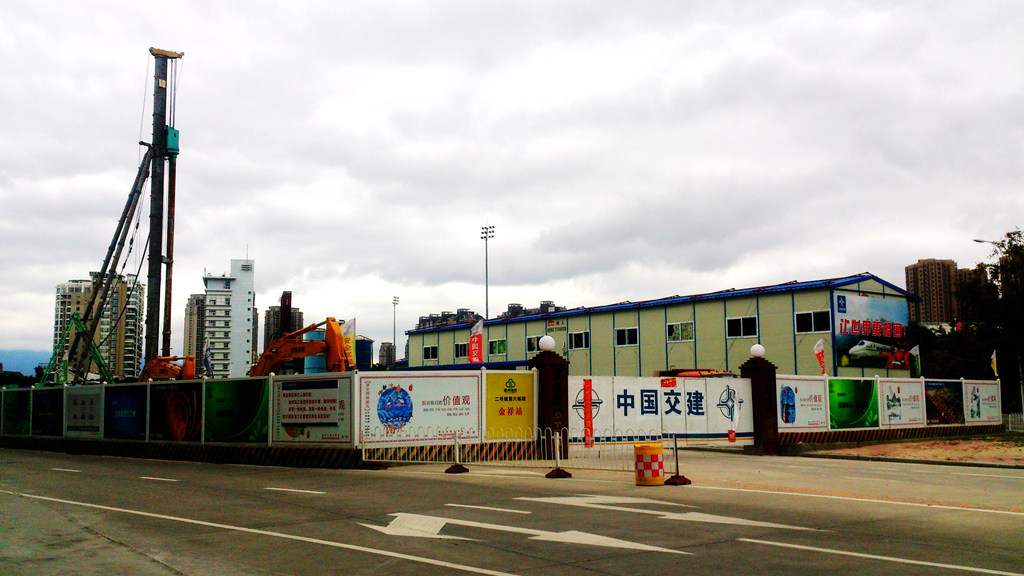
金祥站
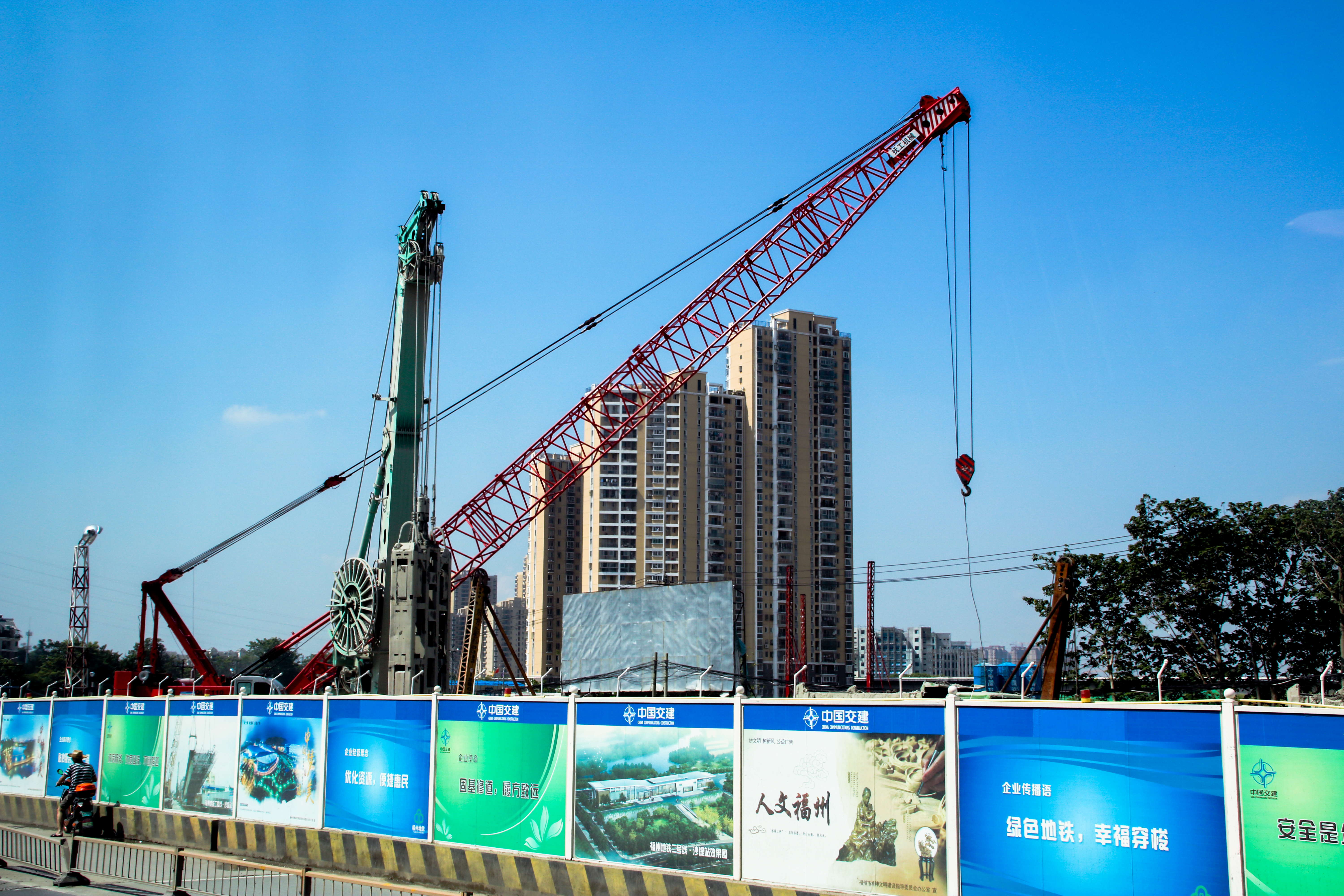
鼓山站
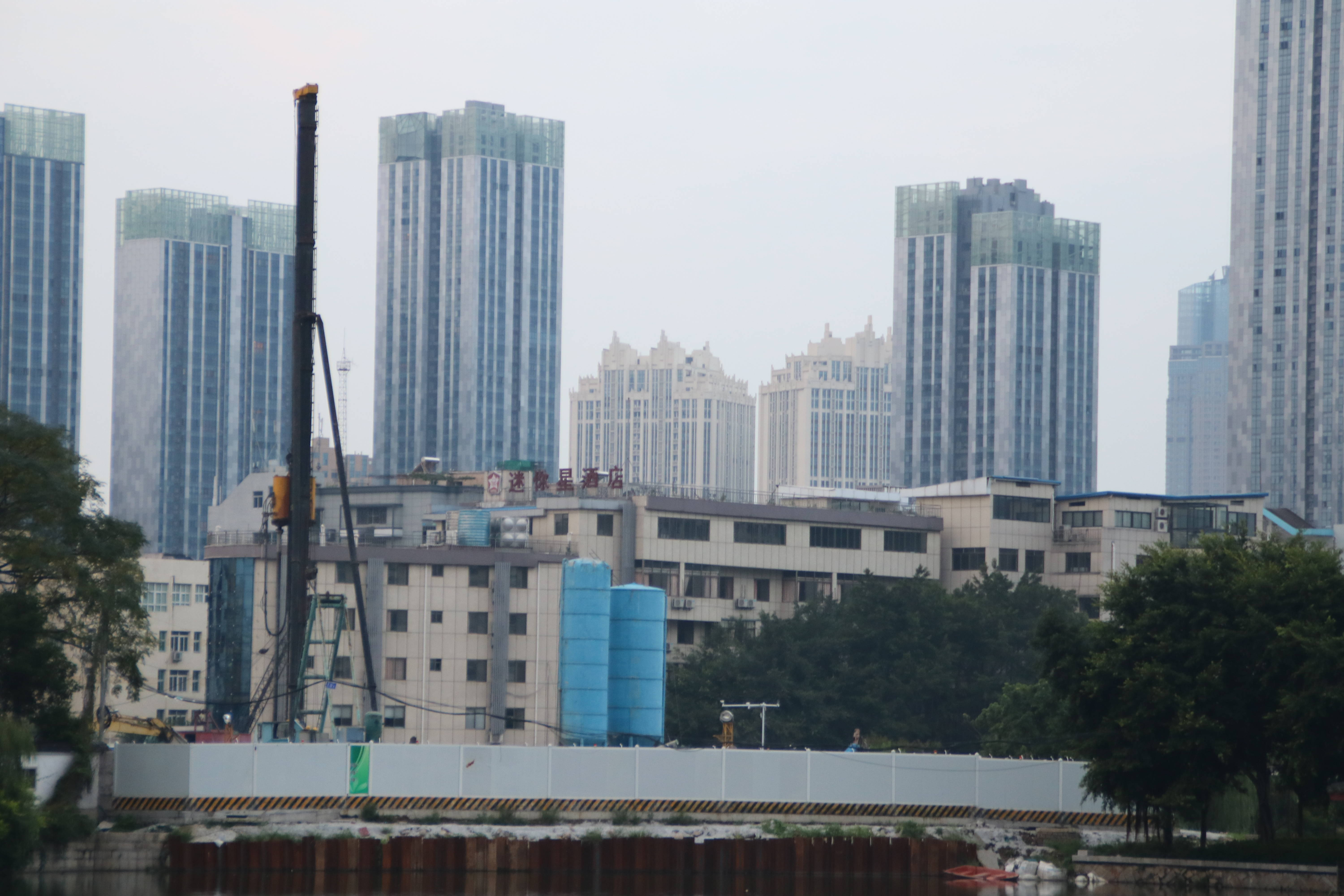
西洋站
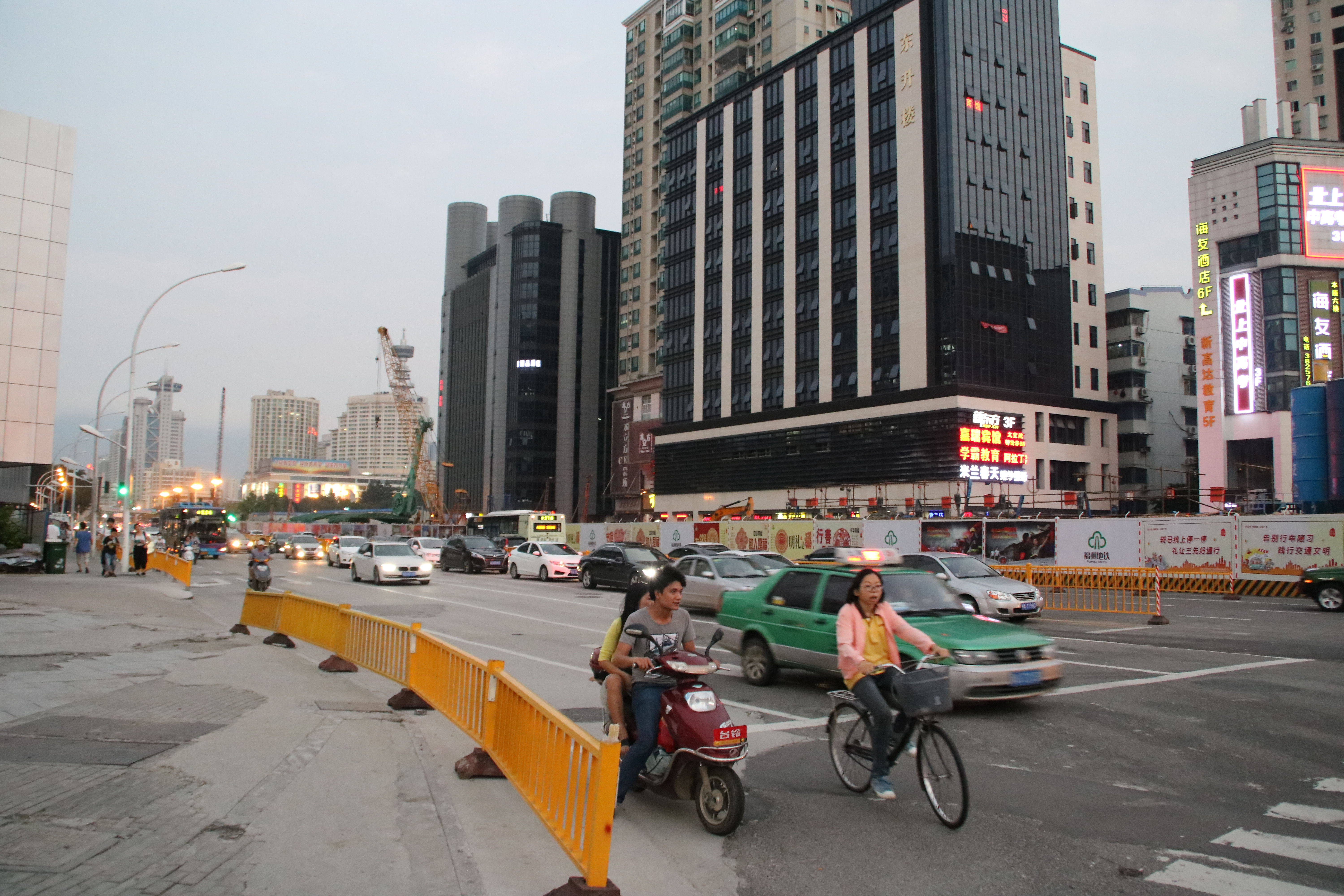
南门兜站
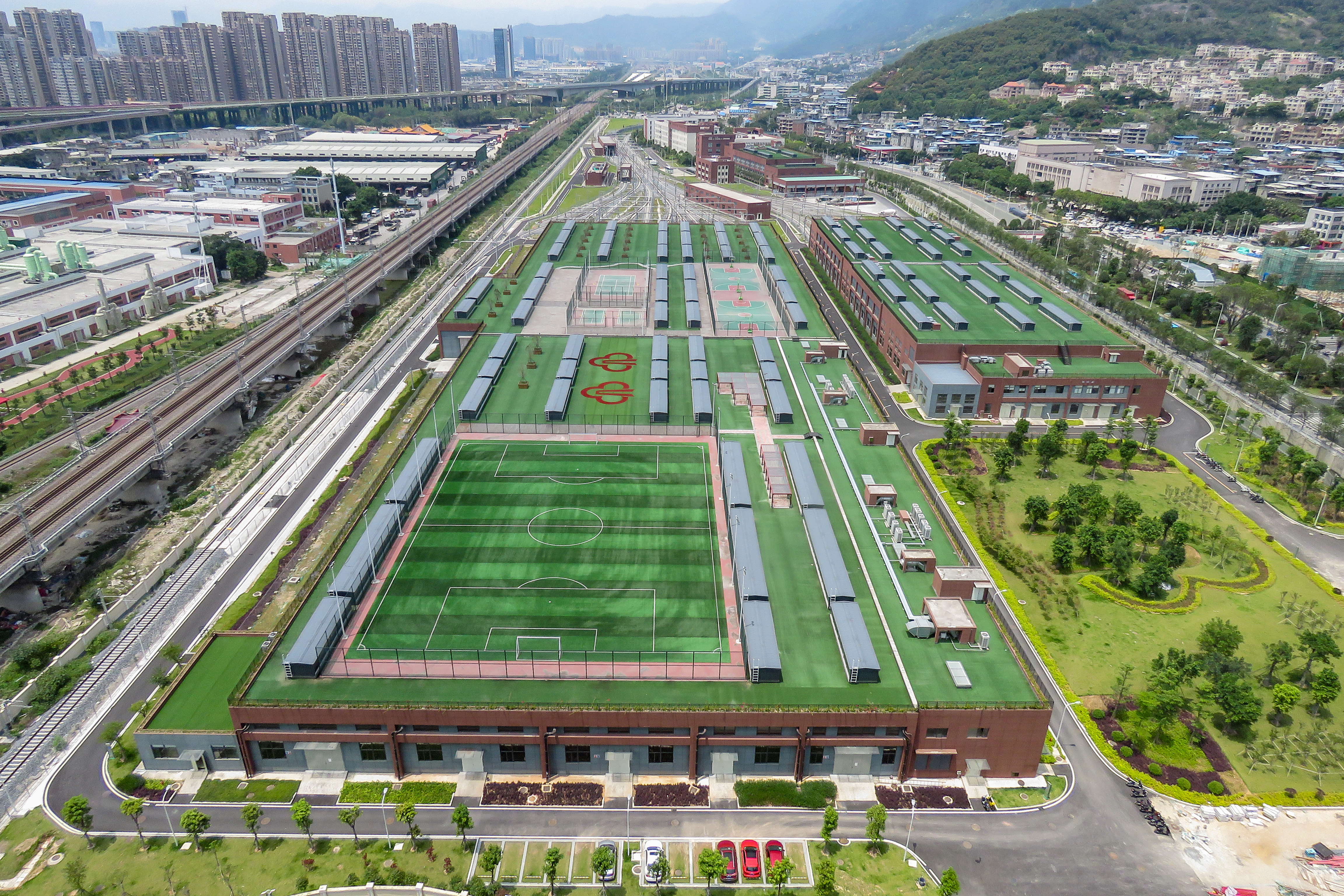
鼓山车辆段

## 事件

### 站名变更的争议

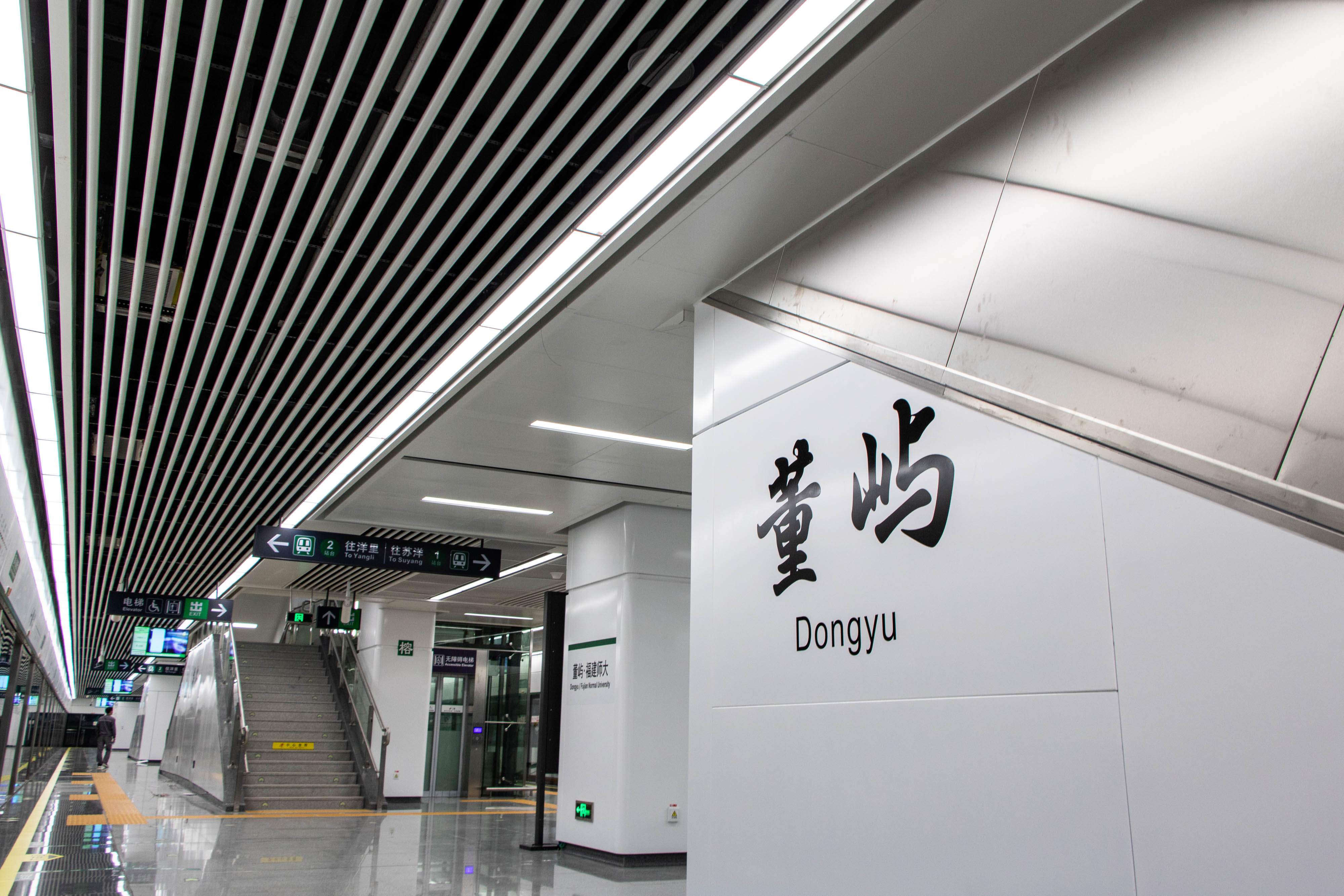
在更名之前，董屿站便已完成大字壁安装

在2号线开通前夕，有消息指出董屿站将更名董屿·福建师大站，但该站大字壁已完成安装，且站名过长引发部分市民争议，福州地铁集团回应称：“福建师范大学作为我省历史悠久、声誉斐然的省属百年高等学府，该校旗山校区位于董屿站南面，距董屿站约150m，符合《福州市地铁车站命名导则》指导原则。因此经市政府批准，将董屿站更名为董屿·福建师大站”。此事件后，有关2号线改名的诉求便络绎不绝，高新区在地企业尤为关注厚庭站更名的呼声，通过各种方式向政府表达诉求，也有建议将金屿站改名为金屿·福建医大站，方便广大师生和群众上下车，但均未被采纳；此前，福州地铁集团曾表态已组织有关部门和专家进行了论证，对车站命名达成一致共识，将祥坂站更名为市民广场，但在开通该站后并未更名。